# All Eyez on Me (film)
All Eyez on Me – fabularny film biograficzny z 2017 roku, opowiadający o życiu amerykańskiego rapera Tupaca Shakura. Reżyserem filmu jest Benny Boom, a główną rolę zagrał Demetrius Shipp.

## Opis fabuły
Film rozpoczyna się, gdy matka rapera, Afeni Shakur, działała w organizacji Czarnych Panter. Poznała tam aktywistę Mutulu Shakura, z którym się związała i przyjęła jego nazwisko. Następnie akcja skupia się na karierze raperskiej Tupaca, którą rozpoczął na przełomie lat 80. i 90. aż do swojej śmierci 13 września 1996 w Las Vegas.

## Obsada
Lista:
- Demetrius Shipp – Tupac Shakur
- Danai Gurira – Afeni Shakur
- Jamie Hector – Mutulu Shakur
- Lauren Cohan – Leila Steinberg
- Annie Ilonzeh – Kidada Jones
- Keith Robinson – Atron Gregory
- Jamal Woolard – The Notorious B.I.G.
- Katerina Graham – Jada Pinkett Smith
- Dominic L. Santana – Suge Knight
- Grace Gibson – Faith Evans
- Chris Clarke – Shock G
- Jermel Howard – Mopreme
- Azad Arnaud – Daz Dillinger
- Jarrett Ellis – Snoop Dogg
- James Hatter – Yaki Kadafi
- Jermaine Carter – Hussein Fatal

## Produkcja
10 lutego 2011 podano do wiadomości, że wytwórnia Morgan Creek Productions planuje nakręcić biograficzny film, prezentujący karierę Tupaca, aż do jego śmierci w 1996 roku. Jednym z producentów wykonawczych filmu była matka rapera, Afeni Shakur. Początkowo reżyserem miał być Carl Franklin, lecz ostatecznie został zastąpiony Benny’m Broomem. Scenariusz pisali m.in. Steven Bagatourian, Christopher Wilkinson, Ed Gonzalez, Jeremy Haft i John Singleton. W grudniu 2015 roku wytwórnia Morgan Creek Productions ogłosiła, że film będzie nosił tytuł „All Eyez on Me”, podobnie jak czwarty album studyjny Tupaca, a rolę rapera zagra Demetrius Shipp. Zdjęcia do filmu rozpoczęły się w połowie grudnia 2015, a zakończyły w kwietniu 2016.

## Odbiór
Film miał premierę 16 czerwca 2017 roku. W weekend po premierze film zarobił około 27 milionów dolarów i uplasował się na 3. miejscu wśród najczęściej oglądanych filmów, ustępując jedynie Autom 3 i Wonder Woman. Przy budżecie 40 milionów dolarów, łącznie zarobił 54,8 miliona w pierwszych dwóch tygodniach wyświetlania w kinach. Serwis Rotten Tomatoes przyznał filmowi notę 4,3/10, natomiast Metacritic – 38/100.